# ریچارد لاگراونیس
ریچارد لاگراوِنـِیس (انگلیسی: Richard LaGravenese؛ زادهٔ ۳۰ اکتبر ۱۹۵۹) یک فیلم‌نامه‌نویس و کارگردان اهل ایالات متحده آمریکا است. وی از سال ۱۹۸۹ میلادی تاکنون مشغول فعالیت بوده‌است.

## فیلم شناسی

### بازیگر
- کوکائین (۲۰۰۱)

### کارگردان
- پی‌نوشت: دوستت دارم (۲۰۰۷)

### فیلم‌نامه‌نویس
- شکست‌ناپذیر (۲۰۱۵)
- پشت چلچراغ (۲۰۱۳)
- آب برای فیل‌ها (۲۰۱۱)
- پی‌نوشت: دوستت دارم (۲۰۰۷)
- پاریس، دوستت دارم - اپیزود پی‌گَل (۲۰۰۶)
- آینه دو چهره دارد (۱۹۹۶)
- پل‌های مدیسون کانتی (۱۹۹۵)
- یک شاهدخت کوچک (۱۹۹۵)
- فیشر کینگ (۱۹۹۱)